# کره جغرافیایی

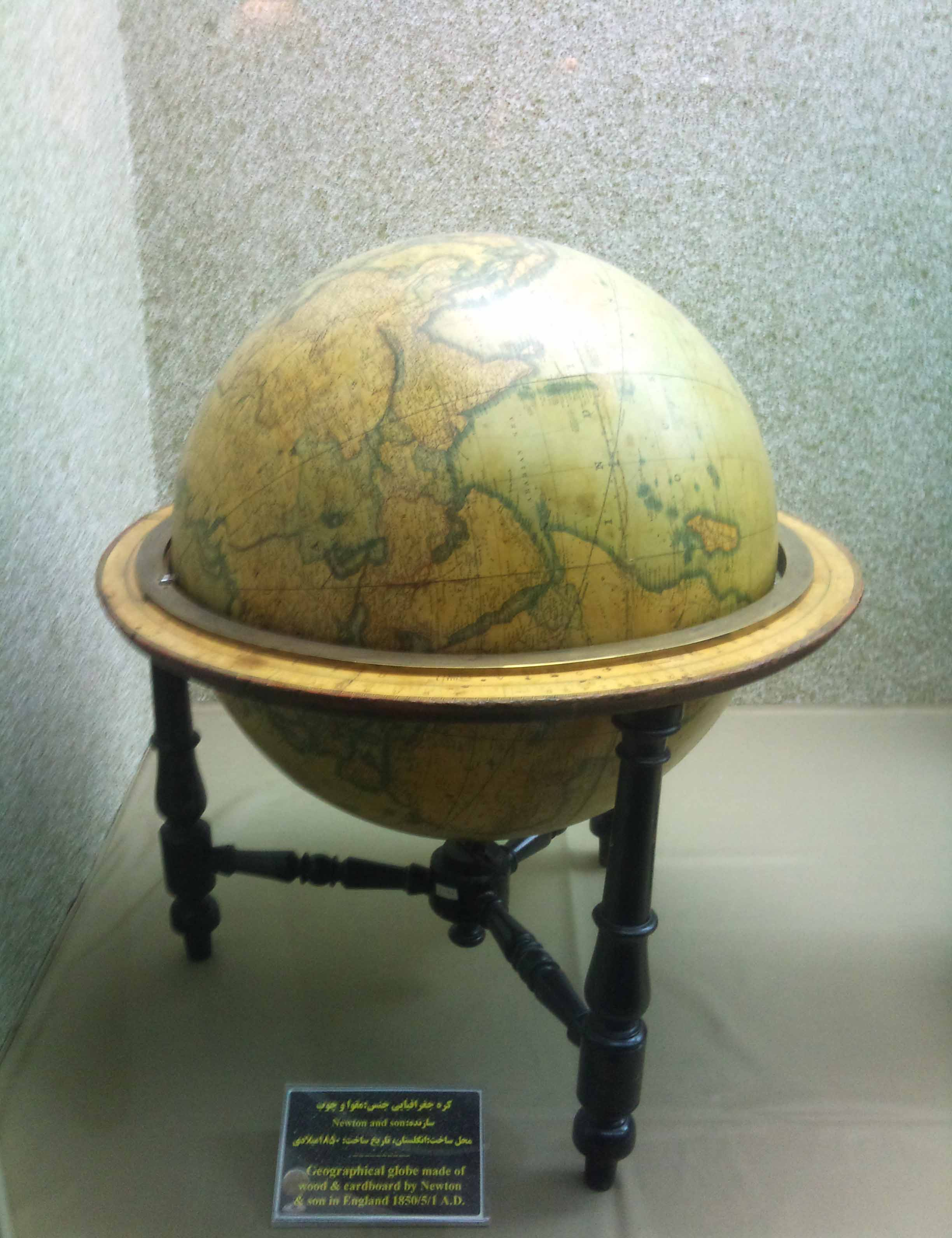
یک کرهٔ جغرافیایی، ساخته شده توسط نیوتن (نام خلیج فارس بر روی این کره مشخص است)

کره جغرافیایی (به انگلیسی: Globe)، ماکت کره زمین، گوی گیتاشناسی یا گِلُب شیء ای کروی شکل که نقشه‌ای کره زمین بر روی آن رسم شده‌است. این نمونک مدل فیزیکی سه بعدی زمین یا نمایش سه بعدی ستارگان، ماه یا دیگر سیارهها و کروی‌ها است و ممکن است نمایش دهندهٔ کره آسمان خاصی باشد و مکان و موقعیت ستاره‌ها را نسبت به یکدیگر نمایش دهد.
کره جغرافیایی:
کرهٔ جغرافیایی مدل کوچک شدهٔ کرهٔ زمین است. روی کره جغرافیایی خشکی‌ها و آب‌ها را می‌توان مشاهده کرد. خشکی‌های روی زمین (قاره‌ها)، اقیانوس‌ها، چگونگی ارتباط مردم جهان با یکدیگر از راه دریا، محل قطب شما و جنوب، محل خط استوا و چگونگی تقسیم شدن زمین به دو نیم کره شمالی و جنوبی، نصف النهارها و چگونگی تقسیم شدن زمین به دو نیمکره شرقی و غربی و بسیاری اطلاعات دیگر را می‌توان از طریق کره جغرافیایی بدست آورد.

## کهن‌ترین کره جغرافیایی
کهن‌ترین کرهٔ جغرافیایی که تاکنون پیدا شده‌است، به صورت دو نیمه است و در واقع تخم شترمرغ خالی از محتویات و به دو بخش تقسیم شده‌است. قدمت این کره قدیمی به سال ۱۵۰۰ میلادی می‌رسد. بر روی این کره می‌توان نام ۷۱ کشور را یافت.

## نگارخانه

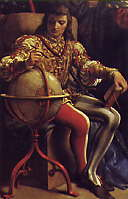
مارتین بیهایم در کنار اِردآپفل
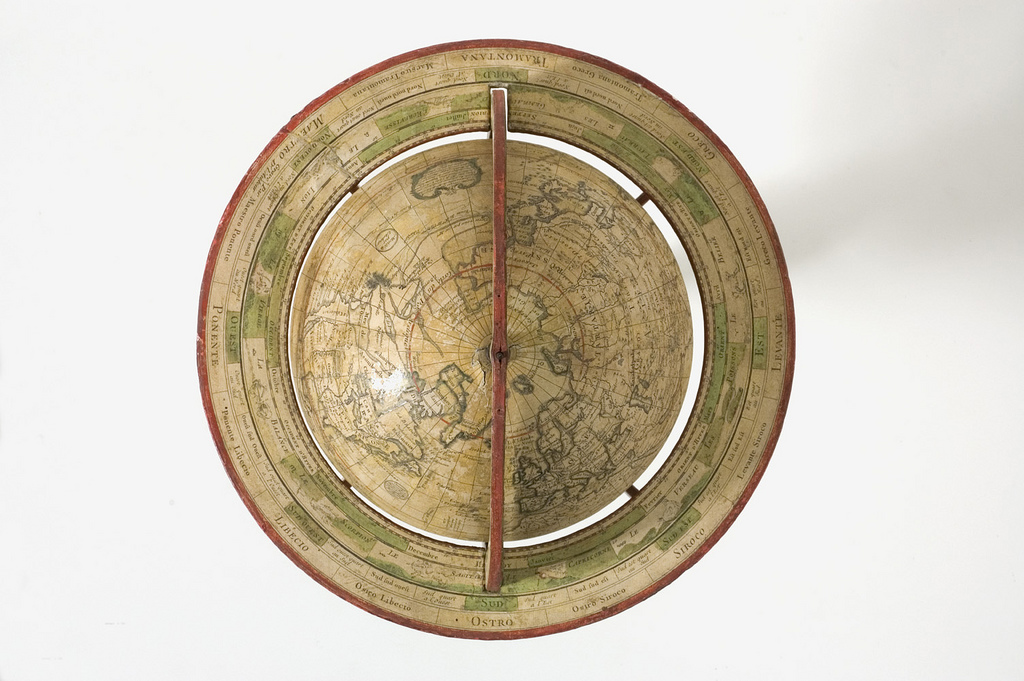
Top view of 1765 de l'Isle globe
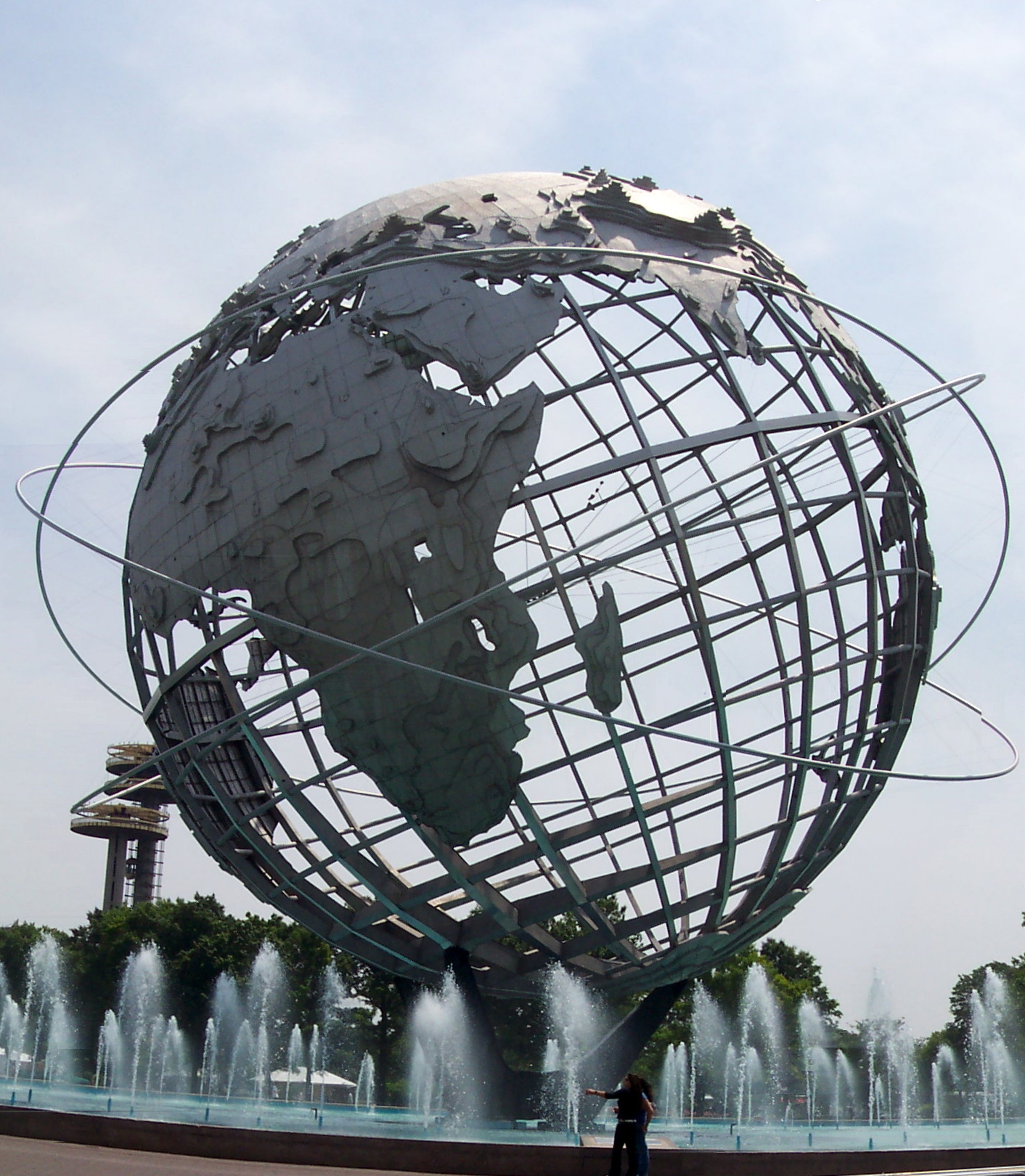
The Unisphere, attributed to "uribe"/Uri Baruchin
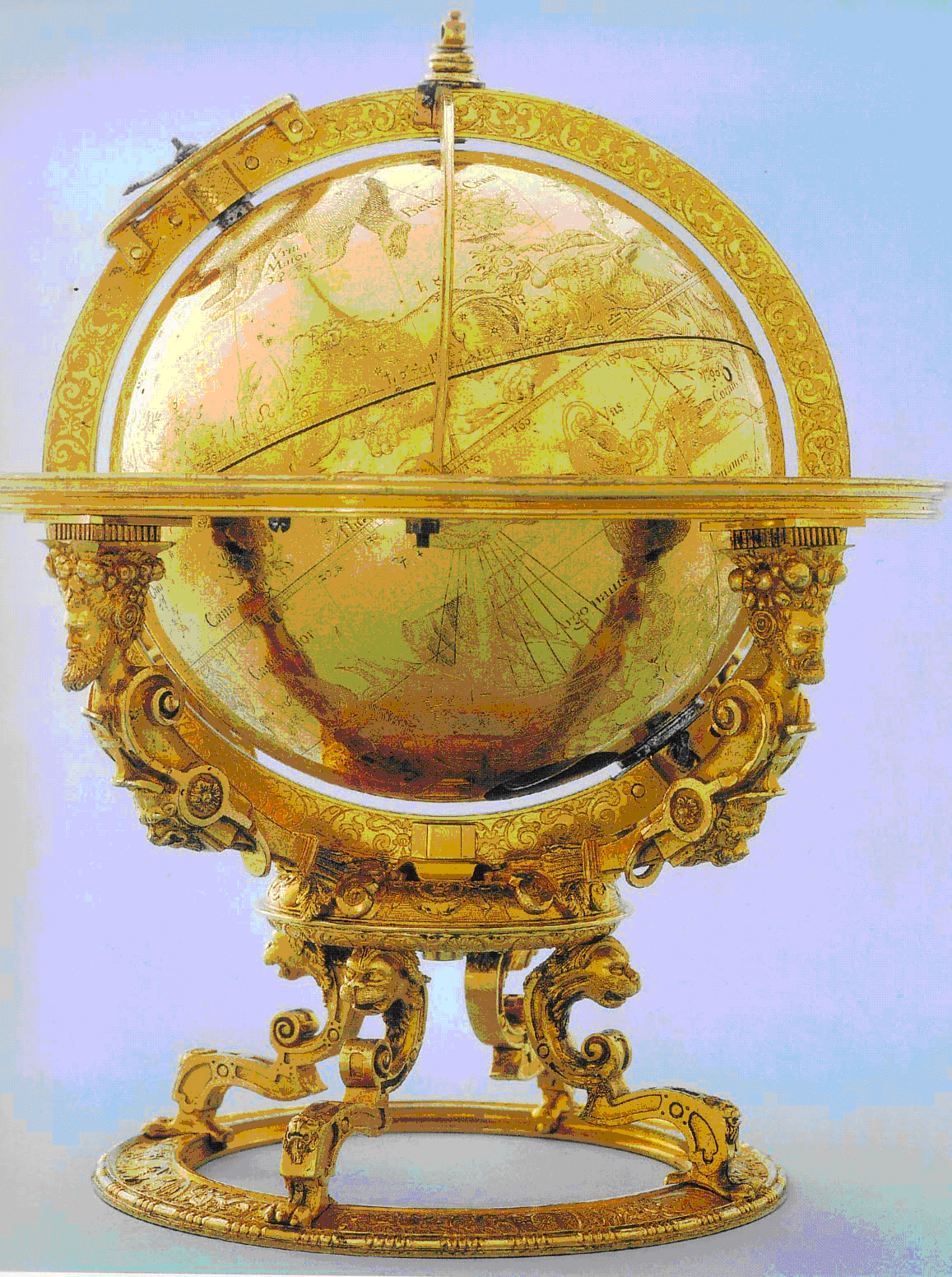
1594, Mechanised Celestial Globe
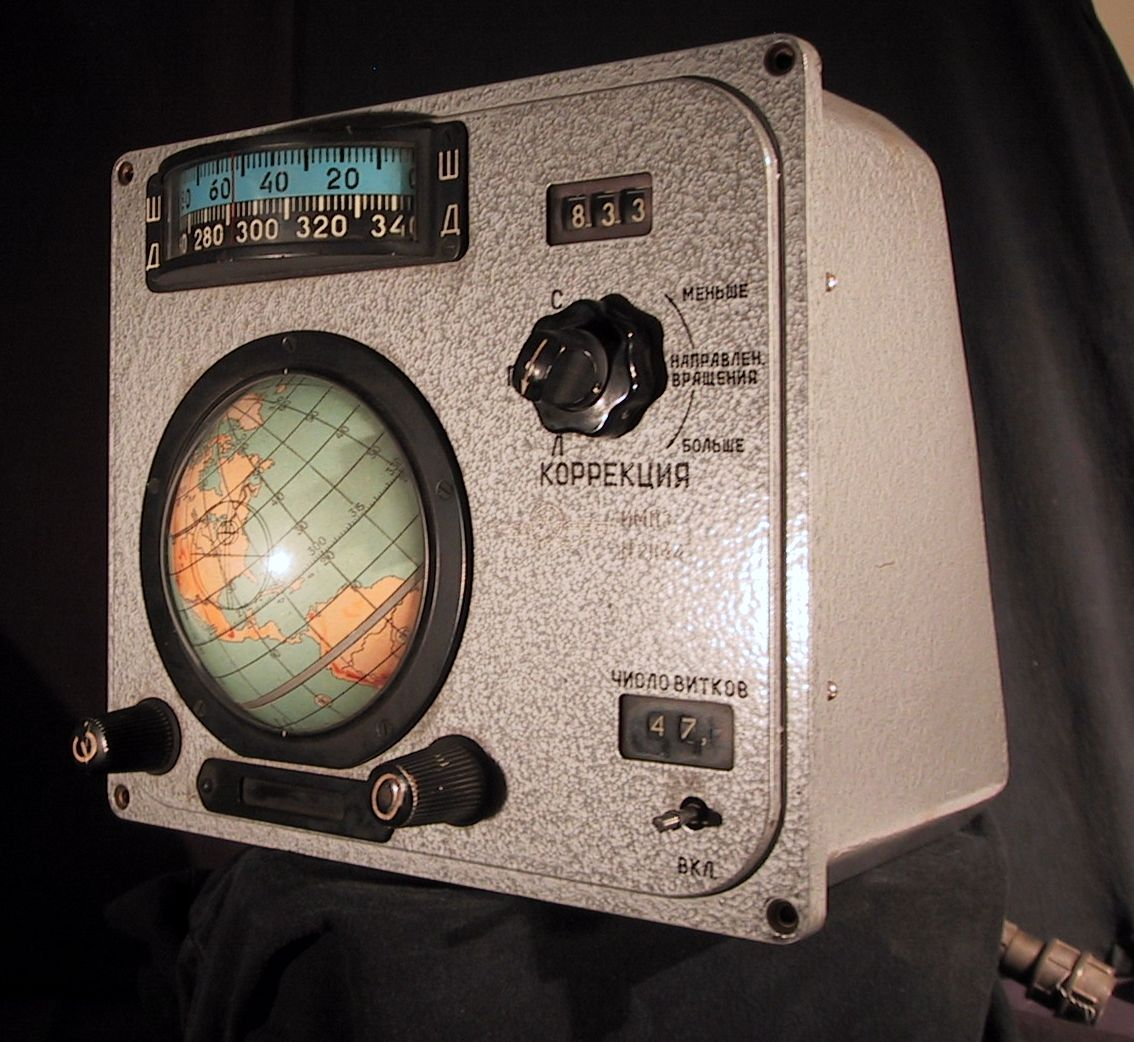
A Globus IMP navigation instrument from a Voskhod spacecraft.
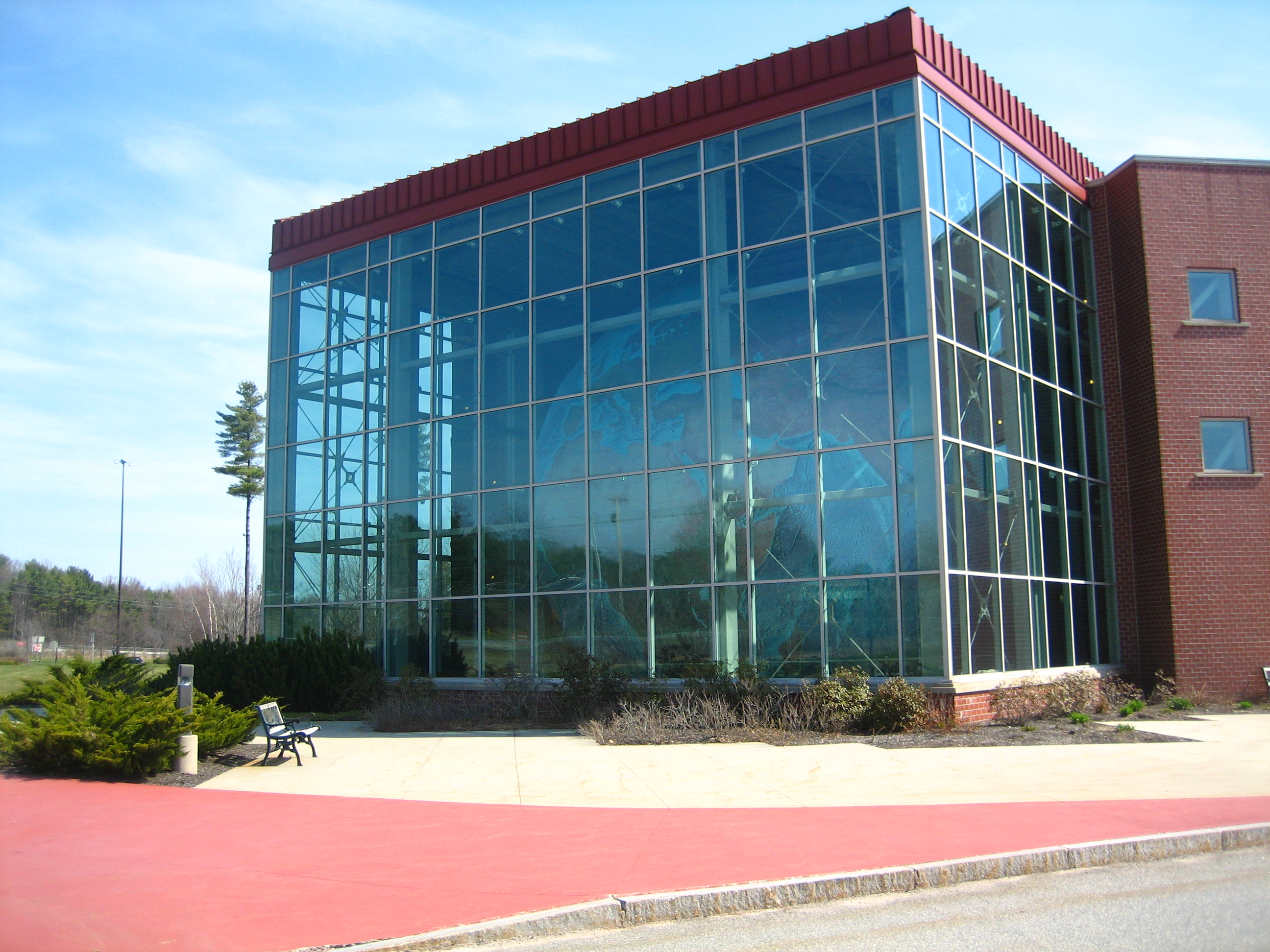
Eartha, the largest rotating globe in the world.
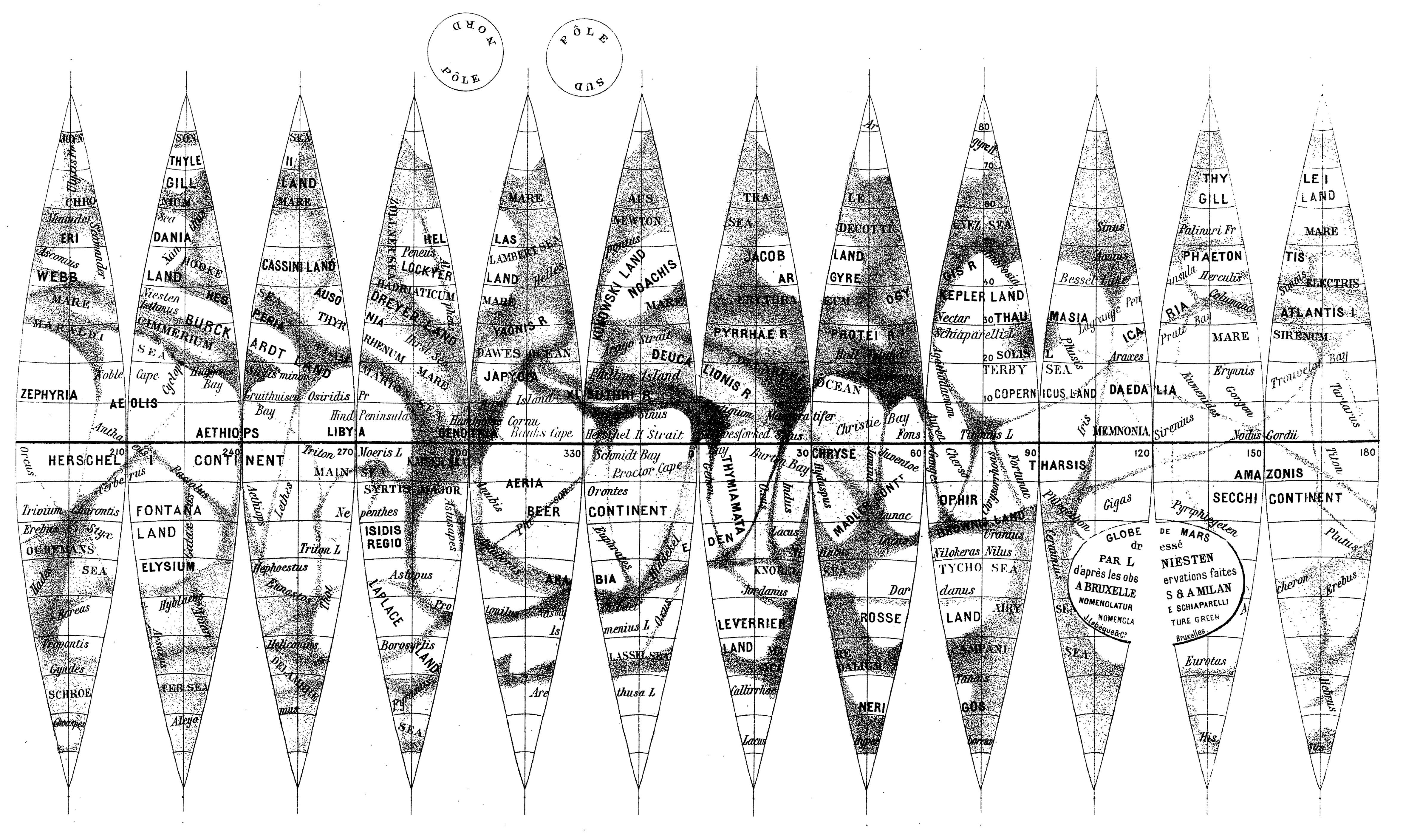
A map of Mars that circulated commercially in the 19th century. It is an example of how maps are printed in order to be folded around a sphere to form a globe.